# Noury & van der Lande

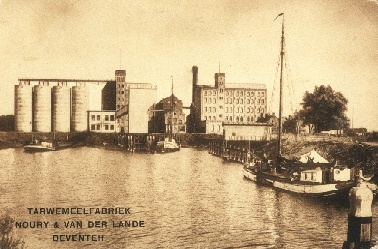
Tarwemeelfabriek gebouwd kort na 1888

Noury & Van der Lande ofwel voluit: Koninklijke Industrieële Maatschappij v/h Noury & Van der Lande N.V., was een voedingsmiddelen- en chemiebedrijf dat op 6 september 1838 door G.J.L. van der Lande te Deventer werd opgericht. Het is een van de bedrijven die aan de basis stond van het AKZO-concern.

## Meel en Olie
In 1834 begon Gerrit Jan Lebuïnus Van der Lande in de Deventer Bergstraat met een paardenmolen raapolie en veevoederkoeken te produceren. In 1838 namen Van der Lande en zijn compagnon A.J. Noury de olie-, pel- en cementmolens 'Eendragt' en 'Hoop' over die op het Pothoofd net buiten de stad stonden. Het bedrijf verwerkte en verhandelde koolzaad, lijnzaad, plantaardige oliën, gerst en tras. Nadat in 1848 windkracht door stoom was vervangen, ging men ook tarwebloem produceren. Naast een meelfabriek en een oliefabriek bestond het bedrijf uit een veevoederfabriek. Na een grote brand in 1888 werd ten zuiden van Deventer een nieuwe meelfabriek gebouwd, een nieuwe oliefabriek kwam in het Duitse Kleef te staan. Veel gebouwen van Noury & Van der Lande waaronder de tarwemeelfabriek zijn ontworpen door de Deventer architect Gerard te Riele.

## Chemie

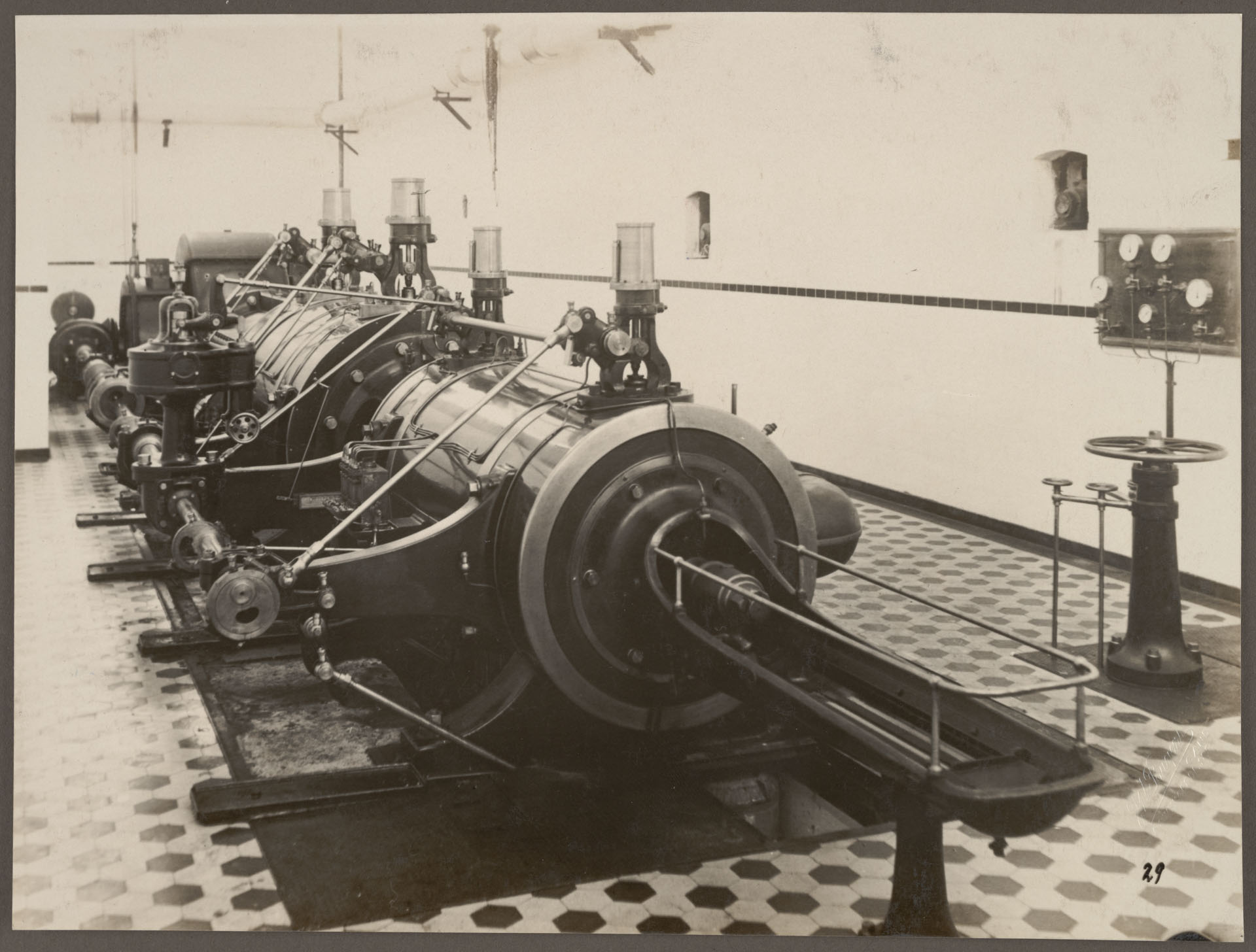
Interieur van de oliefabriek in Emmerik

In de 20e eeuw ging het bedrijf zich ook in de chemische sector ontwikkelen. Dit kwam voort uit de ontdekking dat bijmenging van zure bloem tot betere bakresultaten leidde. De zure bloem was geoxideerd. Men ging de oxidatie kunstmatig opwekken met benzoylperoxide. De vinding werd gepatenteerd en het bedrijf ging de productie van organische peroxiden verder ontwikkelen. Zo werd de N.V. Electrochemische Industrie te Roermond overgenomen. In Emmerik werd een oliefabriek gebouwd, in Compiègne werd in 1931 een fabriek voor olie, gist en chemie gebouwd en te Gillingham kwam een chemische fabriek. Ook werd er een bijkantoor te Londen gevestigd en een fabriek in Coswig gebouwd.
In 1911 werd de naam 'Noury & v.d. Lande omgezet in Industrieële Maatschappij v/h Noury & Van der Lande N.V.. Door het opzetten van een eigen laboratorium werd er vooraanstaande research verricht, waarbij werd samengewerkt met de TH Delft en later ook met TNO.
Omstreeks 1931 werd in Emmerik begonnen met verfpigmenten, zoals loodwit en titaanwit. In 1937 werd begonnen met de fabricage van citroenzuur met behulp van schimmels. Dit leidde ertoe dat men zich in de farmacie wilde begeven. Noury & Van der Lande heeft nog geprobeerd om Organon over te nemen. Dat lukte echter niet, waarop men een eigen farmacietak te Deventer opzette, die Nourypharma werd genoemd.
De citroenzuurfabriek heeft tot 1977 gefunctioneerd.
In 1949 werd de Limburgsche Spiritus Industrie overgenomen, dit was een bedrijf dat in 1926 werd opgericht te Herkenbosch, met als doel om alcohol te produceren voor de cosmetische en parfumindustrie die zich eveneens te Herkenbosch bevond. De productie geschiedde met behulp van lokaal verbouwde aardappelen en granen. Later werd overgegaan op maïs en nog later op melasse als grondstof. In 1930 kwam er ook een jeneverdistilleerderij bij. De verwerking van bijproducten leverde weer nieuwe activiteiten op. Noury & Van der Lande nam het bedrijf over aangezien ze geïnteresseerd was in de koolzuur-en gistproductie en alcoholchemie.
Na de Tweede Wereldoorlog werden door Noury & Van der Lande ook herbiciden en insecticiden vervaardigd. Bovendien kwam er met de plastics een nieuw toepassingsgebied voor peroxiden. In 1962 bouwde men in Italië een peroxidefabriek en ook hielp men bij de bouw van kunststoffenfabrieken in Kazan. In 1965 ging het samenwerken met Organon en stond zo mede aan de wieg van het AKZO-concern. Het bedrijf werd in 1967 opgenomen in de chemische divisie van AKZO.

## Laboratorium

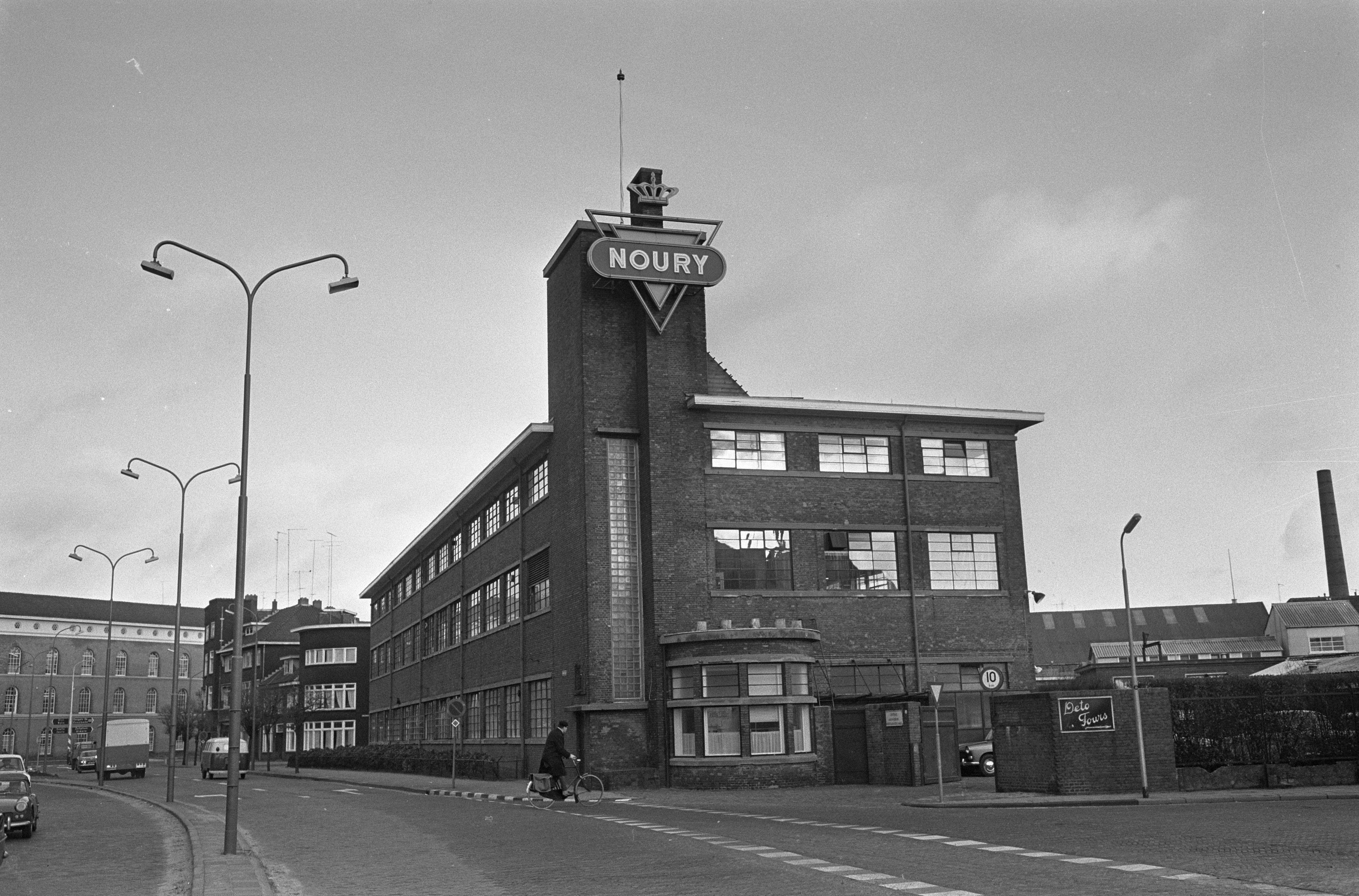
Laboratorium Noury & Van der Lande in 1965

Gedurende de eerste helft van de 20e eeuw ging het bedrijf zich ook met chemie bezighouden en ontstond er behoefte aan een centraal laboratorium. De belangstelling voor chemie vond haar oorsprong in het onderzoekswerk naar een middel voor het bleken van meel. In 1916 werd het laboratorium opgericht.
In 1933 volgde verplaatsing naar het in 1928 gereedgekomen moderne gebouw voor de modelmakerij van de failliet gegane ijzergieterij Nering Bögel aan de Emmastraat. Na de overname in 1967 van Noury & Van der Lande door AKZO werden er onder meer hulpstoffen voor de kunststoffenindustrie ontwikkeld. Het laboratorium bleef er tot 1997 gevestigd, waarna verhuizing volgde naar een nieuw laboratorium bij de AKZO-vestiging aan de Zutphenseweg te Deventer.
Het pand aan de Emmastraat is van de hand van architect J.D. Postma, en is een rijksmonument. Het is het vroegste voorbeeld in Deventer van het nieuwe bouwen. Nadat het laboratorium uit het pand verhuisde kwam het in gebruik als onder meer atelierruimte en creatieve broedplaats onder de naam Kunstenlab. Sinds 2016 zijn er woningen in gevestigd.

## Trivia
Het Pothoofd was een overslagkade annex industrieterrein te Deventer waar, mede door de activiteiten van Noury & Van der Lande dat daar in 1887 een graanpakhuis had gebouwd, allerlei adventiefplanten werden gevonden. Deze worden daarom wel "pothoofdplanten" genoemd.
Op 9 oktober 2018 werd de verzelfstandigde en verkochte chemiedivisie van AKZO hernoemd in Nouryon. Daarmee is de historische naam Noury in een nieuwe vorm terug in het bedrijf.